# Palenica (Ponikiewska)
Palenica (ok. 640 m) – wzniesienie w Beskidzie Małym, w północno-wschodnim grzbiecie Gronia Jana Pawła II. Znajduje się w jego bocznym odgałęzieniu odbiegającym od najniższego (791 m) wierzchołka Magurki Ponikiewskiej na północny zachód, do doliny Ponikiewki. Administracyjnie należy do miejscowości Ponikiew w województwie małopolskim, powiecie wadowickim, w gminie Wadowice.
Palenica to nie szczyt, lecz grzbiet górski. Jest całkowicie porośnięty lasem. Grzbiet ten oddziela dolinki dwóch potoków uchodzących do Ponikiewki; po wschodniej stronie jest to potok Brejna, po zachodniej Rdzawka.
Palenica to często w Karpatach spotykana nazwa szczytów i grzbietów górskich. Oznacza miejsce, w którym został wypalony las.